# Torrente de Cinca

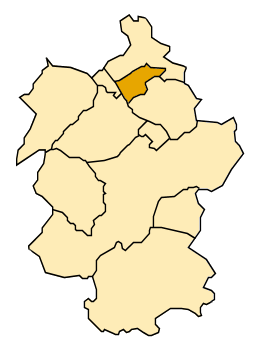
Mapa gminy na mapie comarki Zinca Baxa

Torrente de Cinca (arag. Torrén d'a Zinca) – gmina w Hiszpanii, w Aragonii, w prowincji Huesca, w comarce Bajo Cinca.
Powierzchnia gminy wynosi 56,77 km². Zgodnie z danymi INE, w 2004 roku liczba ludności wynosiła 1002, a gęstość zaludnienia 17,65 osoby/km². Wysokość bezwzględna gminy równa jest 109 metrów. Współrzędne geograficzne gminy to 41°28'22"N, 0°20'6"E. Kod pocztowy do gminy to 22590.

## Demografia
| 1991  | 1996  | 2001  | 2004  |
| ----- | ----- | ----- | ----- |
| 1.174 | 1.142 | 1.103 | 1.002 |